# فرانك غامبل
فرانك غامبل (بالإنجليزية: Frank Gamble)‏ (1 يناير 1871 في المملكة المتحدة - 3 سبتمبر 1939 بشفيلد في المملكة المتحدة) هو لاعب كرة قدم بريطاني (وحمل سابقاً جنسية المملكة المتحدة لبريطانيا العظمى وأيرلندا) في مركز الهجوم. لعب مع شيفيلد يونايتد وHeeley F.C. ‏ وIlkeston F.C. ‏ ووركشوب تاون ‏ وMexborough Town F.C. ‏.